# Le Moulin (Rembrandt, gravure)
Pour les articles homonymes, voir Moulin (homonymie).
Le Moulin (néerlandais : De molen) est une gravure de Rembrandt imprimée en 1641. Elle ne possède qu'un seul état. Elle est conservée au Rijksmuseum d'Amsterdam. 

## Description
La gravure représente ce qui était appelé le petit moulin puant, situé à l'extrémité du mur de la partie ouest de la ville d'Amsterdam. Il appartenait à la guilde des tanneurs et était utilisé pour attendrir les peaux à l'aide de graisse de poisson, d'où son nom.
C'est un moulin-tour, dont le toit et les ailes peuvent tourner sur l'axe du bâtiment, le type de moulin traditionnel le plus efficace. Rembrandt représente une passerelle autour du bâtiment. Une corde, descendant d'une solive horizontale dépassant du toit, permet d'orienter la calotte du moulin en fonction du vent, et trois perches, fixées au toit, de stabiliser sa position.  
Le bâtiment est fait de briques, renforcé de bois, avec des ouvertures également encadrées de bois. On peut les atteindre avec l'aide d'échelle, et une silhouette d'homme avec un sac est en train de monter ou de descendre de l'une d'elles. Les ailes du moulin sont placées dans une direction  opposée au vent d'ouest, prédominant dans cette région.     
Le moulin est représenté dans ses plus petits détails. La chaumière voisine est aussi dessinée avec le même soin. Les dessins de plein-air de Rembrandt ne comportent pas habituellement tant de finesse et tant de détails. Cette précision laisse penser[non neutre] que l'auteur n'a pas travaillé directement sur la plaque sur place, d'une part, et utilisé une pointe particulièrement fine.      
On remarque également une tache grise autour du moulin, et des craquelures dans le centre de la gravure, qui ne sont pas caractéristiques de Rembrandt. C'est probablement le résultat[réf. nécessaire] d'un essai non abouti ou de l'action de l'acide. 
On ne sait pourquoi, parmi les très nombreux moulins d'Amsterdam et de ses environs, à l'apogée de son art, en 1641, Rembrandt a choisi ce moulin au nom déplaisant et situé très loin de sa maison.